# Archidendron jiringa

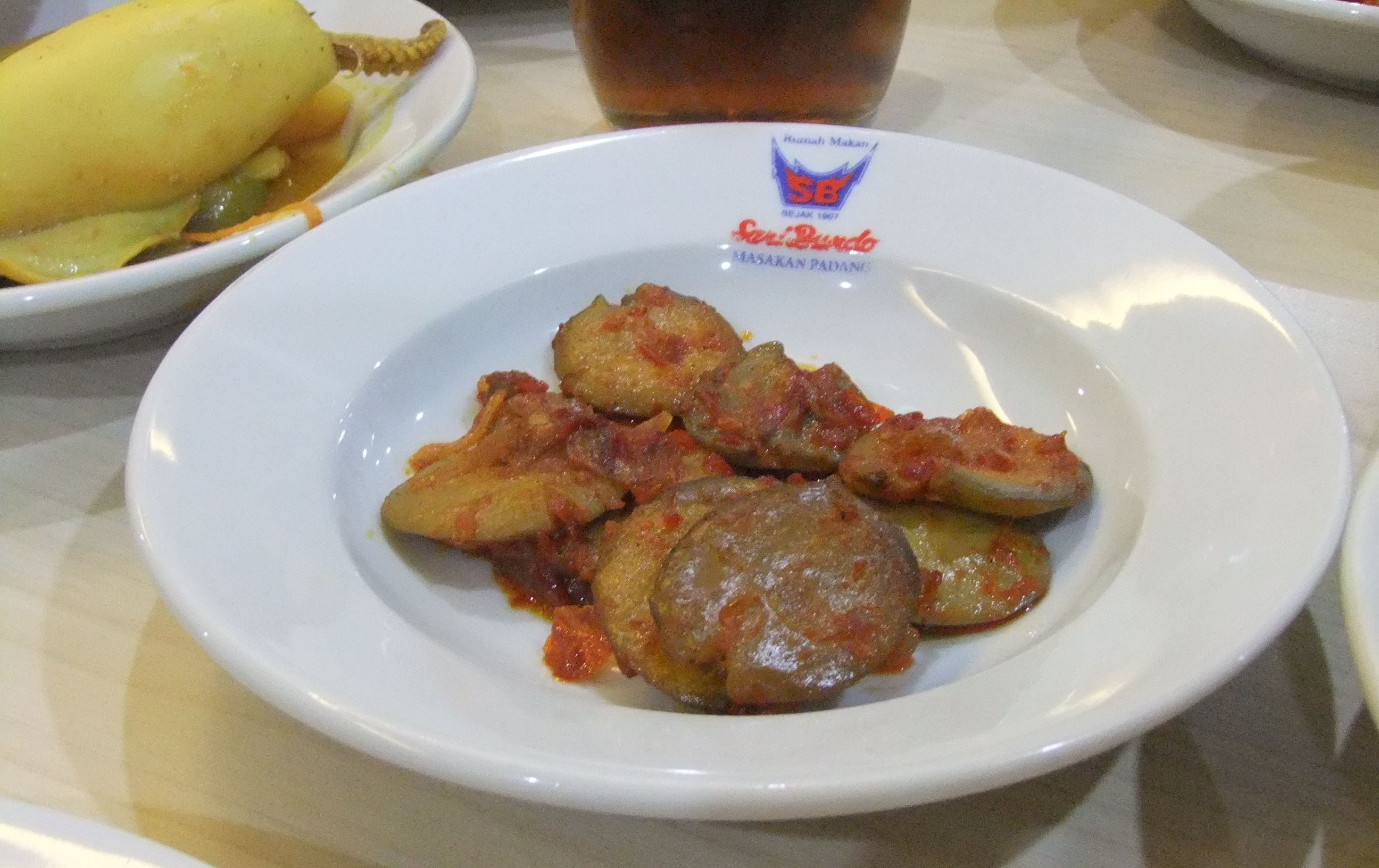
Zubereitete Samen

Archidendron jiringa ist ein Baum in der Familie der Hülsenfrüchtler aus der Unterfamilie der Mimosengewächse aus Bangladesch, Myanmar, Thailand, Malaysia und aus dem nördlicheren Indonesien. Er ist bekannt als Jengkol, Jering oder Niang.

## Beschreibung
Archidendron jiringa wächst als immergrüner Baum bis über 21 Meter hoch. Der Stammdurchmesser erreicht bis zu 90 Zentimeter. Die bräunlich-graue Borke ist glatt.
Die wechselständigen und gestielten Laubblätter sind doppelt paarig gefiedert mit wenigen (bis 6) Blättchen an den nur zwei Fiedern. Der kahle Blattstiel ist bis 7 Zentimeter lang und es können kleinere Drüsen vorkommen. Die kahlen, ledrigen, ganzrandigen, eiförmigen bis verkehrt-eiförmigen, bespitzten bis zugespitzten oder rundspitzigen Blättchen sind kurz gestielt und bis 20 Zentimeter lang. Die verdickten, kahlen Blättchenstiele sind bis 6 Millimeter lang. Die jungen Blättchen sind rötlich-purpur.
Es werden achselständige oder etwas unterhalb der Blätter astblütige, ramiflore, längere Rispen mit wenigblütigen Gruppen, Knäueln gebildet. Die sehr kleinen, zwittrigen, fünfzähligen und weißlichen bis gelblichen Blüten mit doppelter Blütenhülle sind sitzend. Der kleine Kelch ist becherförmig mit minimalen, spitzen Zähnchen. Die Krone ist röhrig verwachsen mit kurzen, ausladenden Zipfeln. Es sind viele lange und vorstehende, im unteren Teil verwachsene Staubblätter mit fädigen Staubfäden vorhanden. Der oberständige und einkammerige Fruchtknoten ist kahl.
Es werden mehrsamige, ledrig-holzige und kahle, bis 25 Zentimeter lange Hülsenfrüchte gebildet. Sie sind an den bis über 6 Samen stark eingeschnürt bis gelappt und häufig sichelförmig oder spiralig verdreht. Die rundlichen, abgeflachten Samen sind bis 3–3,5 Zentimeter groß, jung sind sie gelblich-grün und später dunkelbraun.

## Verwendung
Die Samen sind essbar, sie sind in ihrem strengen Geruch ähnlich wie jene von Parkia speciosa oder Paraserianthes lophantha. Sie werden oft jung oder auch schon gekeimt verwendet. Die jungen Samen werden auch roh verspeist. Die älteren Samen müssen gut gekocht werden, mit mehrmaligem Wasserwechsel, oder nach dem Kochen gebraten oder zu Chips verarbeitet werden. Denn sie enthalten Djenkolsäure, eine schwefelhaltige, nichtproteinogene Aminosäure. Ähnlich verwendet werden die Samen von Archidendron pauciflorum, Archidendron bubalinum und Archidendron quocense.
Auch junge Sprossen werden gegessen.
Das helle Holz ist weich und riecht frisch nach Knoblauch. Es wird nur wenig genutzt.